# عریض
عریض (خرمشهر)، روستایی از توابع بخش مرکزی شهرستان خرمشهر در استان خوزستان ایران است.
به دلیل سیل در دهه 30 و تخریب محل قبلی به فاصله چند صد متری با تغییر محل اسکان اهالی روستا مکان فعلی با توزیع زمینهایی توسط شیخ اِسعود الفیصلی (در عراق از دنیا رفت) ساخته شد.امور اداری این روستا تا قبل از جنگ تحمیلی به دلیل نداشتن سواد کافی نامبرده توسط نوه اش جارالله انجام میگرفت. این روستا تا قبل از جنگ تحمیلی به دلیل جمعیت اغلب عشیره آل فیصل (فیصلیها) توسط این عشیره هدایت و سرپرستی میگشت اسکان اولیه عشیره آل فیصل بعد از مهاجرت از عراق در روستای تخریب شده توسط سیل به نقل از ریش سفیدان این عشیره ذکر شده است.هم اکنون نیز برخی از فیصلیها در این روستا دارای املاکی هستند. بعد از جنگ تحمیلی در روستا دهیاری تاسیس گردید.دهیار فعلی محمد شریفی است که تحصیلات عالیه دارد.

## جمعیت
این روستا در دهستان حومه‌غربی قرار دارد و براساس سرشماری مرکز آمار ایران در سال ۱۳۸۵، جمعیت آن ۹۷ نفر (۲۰خانوار) بوده‌است.